# 당신의 천국
《당신의 천국》은 2010년 9월 23일에 SBS에서 방영된 추석 특집드라마이다.

## 등장 인물

### 주요 인물
- 최불암 : 기수 역
- 정영숙 : 옥분 역
- 정애리 : 영숙 역

### 기수네
- 김진근 : 영호 역
- 이아현 : 미연 역
- 지현수 : 영민 역
- 연운경 : 기영 역

### 옥분이네
- 조형기 : 형주 역
- 이종남 : 형주 처 역

### 영숙이네
- 서승현 : 강자 역
- 정근 : 조상식 역
- 김민하 : 조민지 역

### 그외 인물
- 강남길 : 양사장 역